# 京野ことみ
京野 ことみ（きょうの ことみ、1978年10月18日 - ）は、日本の女優。広島県福山市出身で、パパドゥ所属。

## 略歴・人物
中学校2年生の1992年に映画『七人のおたく』のオーディションで審査員特別賞を受賞して同作品でデビューする。京野ことみの役名でアイドル歌手を演じて劇中歌「NOW!」（ポニーキャニオン・シングルCD）を歌唱する。同曲は現在、各種オムニバスCDに収録されている。
1994年に森永乳業「クリープ」のCMで田村正和と共演して注目される。活動初期はほかに「エースコック」、「ベンザエース」などのCMに起用され、1990年代後半からドラマや映画に多数出演した。代表作にドラマ『白線流し』、『ショムニ』、映画『TAKESHIS'』などがある。
2008年5月24日に、1歳年上の舞台スタッフと結婚した。

## 出演

### テレビドラマ
- あの日に帰りたい（1993年1月11日 - 3月22日、フジテレビ） - 坂口ことみ 役
- ステイション（1995年1月14日 - 3月11日、日本テレビ） - 天童サチ 役
- 僕らに愛を!（1995年4月17日 - 6月26日、フジテレビ） - 板谷なつみ 役
- 松ヶ枝町サーガ（1995年10月15日 - 11月5日、NHK-BS2）
- KIRARA キララ（1996年7月6日 - 8月17日、テレビ朝日） - 主演・今井きらら 役
- 白線流しシリーズ（1996年 - 2005年、フジテレビ） - 飯野（富山）まどか 役
  - 白線流し（1996年1月11日 - 3月21日）
  - 白線流し 〜19の春（1997年8月8日）
  - 白線流し 〜二十歳の風（1999年1月15日）
  - 白線流し 〜旅立ちの詩（2001年10月26日）
  - 白線流し 〜二十五歳（2003年9月6日）
  - 白線流し・最終章 〜夢見る頃を過ぎても（2005年10月7日）
- 闇のパープル・アイ（1996年7月1日 - 9月9日、テレビ朝日、月曜ドラマ・イン） - 水島麻衣 役
- 名探偵保健室のオバさん（1997年1月6日 - 3月10日、テレビ朝日、月曜ドラマ・イン） - 西岡晶 役
- せいぎのみかた（1997年4月14日 - 6月23日、読売テレビ） - 坂本弘美 役
- 勇気ということ（1997年8月23日、日本テレビ、24時間テレビ スペシャルドラマ）
- 姫はセーラー服がお好き（1997年10月1日 - 11月26日、日本テレビ・東映） - 主演・雪姫（生駒雪子） 役
- 聖夜想曲（ノクターン）-イブ・神戸…サンタが恋をした…（1997年12月24日、毎日放送、クリスマスドラマ'97） - 主演・城野るり子 役
- ショムニシリーズ（1998年 - 2013年、フジテレビ） - 塚原佐和子 役
  - ショムニ 第1シリーズ（1998年4月15日 - 7月1日）
  - ショムニ スペシャル（1998年10月7日）
  - ショムニ 新春スペシャル（2000年1月2日）
  - ショムニ 第2シリーズ（2000年4月12日 - 6月28日）
  - ショムニ FINAL（2002年7月3日 - 9月18日）
  - ショムニ FOREVER（2003年1月1日）
  - ショムニ 2013 第1話（2013年7月10日）
- 結婚前夜（1998年7月22日 - 8月19日、NHK） - 篠田真由 役
- タブロイド（1998年10月14日 - 12月16日、フジテレビ） - 三枝チカ 役
- リング〜最終章〜（1999年1月7日 - 3月25日、フジテレビ） - 吉野明子 役
- 救急ハート治療室（1999年7月6日 - 9月21日、関西テレビ） - 相沢久美子 役
- 秘密の花園（1999年8月1日、日本テレビ）
- ピーチな関係（1999年10月11日 - 12月13日、読売テレビ） - 桜木奈々子 役
- 編集王（2000年10月10日 - 12月19日、フジテレビ） - 目白通代 役
- ロケット・ボーイ（2001年1月10日・17日・2月21日 - 3月21日、フジテレビ） - 花沢君江 役
- さよなら、小津先生（2001年10月9日 - 12月18日、フジテレビ） - 横森一葉 役
- ビッグマネー!〜浮世の沙汰は株しだい〜（2002年4月11日 - 6月27日、フジテレビ） - ゆかり 役
- 世にも奇妙な物語「追いかけたい」（2003年、フジテレビ） - 主演・麻美 役
- 顔（2003年4月15日 - 6月24日、フジテレビ） - 神崎加奈子 役
- タイムリミット （2003年6月25日、TBS） - 加山いずみ 役 [3]
- 恋する日曜日「丘を越えて 〜Maybe Tomorrow」（2003年9月7日、BS-i） - 小林チカ 役
- 菊次郎とさきシリーズ（2003年 - 2005年、テレビ朝日） - 北野（牧野）久美子 役
  - 菊次郎とさき 第1シリーズ（2003年7月3日 - 9月11日）
  - 菊次郎とさき 第2シリーズ（2005年7月21日 - 9月15日）
- ビギナー 第9話（2003年12月1日、フジテレビ） - 相模冬子 役 ※ゲスト出演
- 砂の器（2004年1月18日 - 3月28日、TBS） - 田所綾香 役
- 大奥 第一章 第6話 - 最終話（2004年11月11日 - 12月16日、フジテレビ） - お楽 役
- 一番大切なデート（2004年8月9日 - 12日、TBS） - 高野京子 役
- 救命病棟24時（第3シリーズ）（2005年1月11日 - 3月22日、フジテレビ） - 磯部望 役
- 河井継之助 駆け抜けた蒼龍（2005年12月27日、日本テレビ） - 牧野安子（継之助の妹） 役
- 喰いタンシリーズ（2006年・2007年、日本テレビ） - 緒方桃（刑事） 役
  - 喰いタン Part1 （2006年1月14日 - 3月11日）
  - 喰いタン スペシャル（2006年9月30日）
  - 喰いタン Part2（2007年4月14日 - 6月23日）
- ですよねぇ。（2006年1月3日 - 3月23日、TBS） - 山内里佳 役
- 橋田壽賀子ドラマスペシャル 夫婦（2006年2月4日、テレビ朝日） - 横井りえ 役
- 鞍馬天狗（2008年1月17日 - 3月6日、NHK、木曜時代劇） - 白菊 役
- 恋せども、愛せども（2007年8月19日、WOWOW） - 高久理々子 役
- 佐々木夫妻の仁義なき戦い 第4話（2008年2月10日、TBS） - ※ゲスト出演（
- 東京大空襲（2008年3月17日・18日、日本テレビ、開局55周年記念スペシャルドラマ） - 相田敏子 役
- だんだん（2008年9月29日 - 2009年3月28日、NHK大阪、連続テレビ小説） - 花鶴 役
- RESET 「涙の選択」（2009年1月15日、読売テレビ） - 高尾由良 役
- 臨場（2009年4月15日 - 6月24日、テレビ朝日） - 倉石雪絵 役
- 科捜研の女 第9シリーズ 第1話（2009年7月2日、テレビ朝日） - 月館純 役
- 気骨の判決（2009年8月16日、NHK名古屋、NHKスペシャル終戦ドラマ）
- 浅見光彦〜最終章〜 第4話（2009年11月11日、TBS） - 三ノ宮由佳 役
- 福助（2010年1月4日、東海テレビ、新春ドラマスペシャル） - 夏希 役
- 西村京太郎トラベルミステリー 山形新幹線 つばさ111号の殺人!（2010年2月6日、テレビ朝日、土曜ワイド劇場） - 木村 弥生 役
- 八日目の蝉（2010年3月30日、NHK、ドラマ10） - 仁川康枝 役
- ハンチョウ〜神南署安積班〜 シリーズ3（2010年7月-9月、TBS） - 中沢歩美 役
- お母さんの最後の一日（2010年9月11日、テレビ朝日） - 有村聡子 役
- 法医学教室の事件ファイル31（2010年9月25日、テレビ朝日、土曜ワイド劇場） - 斉藤映子 役
- 天使が消えていく（2010年10月30日、朝日放送、土曜ワイド劇場） - 神崎志保 役
- 相棒 Season9 第5話「運命の女性」（2010年11月24日、テレビ朝日） - 桧原奈緒 役
- 忠臣蔵〜その男、大石内蔵助（2010年12月25日、テレビ朝日） - ほり 役
- 戦国疾風伝 二人の軍師 秀吉に天下を獲らせた男たち（2011年1月2日、テレビ東京、新春ワイド時代劇） - ちさ 役
- てっぱん（2010年9月27日 - 2011年3月26日、NHK大阪、連続テレビ小説） - 小早川のぞみ 役
- 渡る世間は鬼ばかり（2011年2月） - 竹下美雨 役
- 再生巨流（2011年3月6日、WOWOW、ドラマW） - 飯島典子 役
- 霧に棲む悪魔（2011年4月4日 - 7月1日、東海テレビ、昼ドラ） - 日浦晴香 役
- 塚原卜伝（2011年10月2日 - 11月13日、NHK BSプレミアム、BS時代劇） - 鹿乃 役
- 弁護士高見沢響子11（2011年10月17日、TBS、月曜ゴールデン） - 藤代弥生 役
- 花嫁（2012年1月2日、TBS、向田邦子新春ドラマスペシャル） - 片倉雪子 役
- くろねこルーシー（2012年1月 - 、UHF） - 佐山美紀 役
- 新・おみやさん 第9シリーズ（2012年4月12日 - 6月14日、テレビ朝日） - 青山ちはる 役
  - おみやさん 新春スペシャル（2014年1月3日）
- 浪花少年探偵団 第6話（2012年8月6日、TBS） - 芹沢育子 役
- 絢音（2012年8月25日、中京テレビ） - 主演・井清睦代 役
- 松本清張没後20年特別企画 事故〜黒い画集〜（2012年12月12日、テレビ東京、水曜ミステリー9） - 浜口亜紀子 役
- たべものがたり・彼女のこんだて帖（2013年2月10日 - 、NHK BSプレミアム）
- 京都殺人授業 第一講座「雨の中の義経」（2013年2月18日、TBS、月曜ゴールデン） - 渡辺結 役
- ご縁ハンター（2013年4月13日 - 27日、NHK、土曜ドラマ） - 新城映見 役
- 配達されたい私たち 第3話（2013年5月26日、WOWOW、ドラマW） - 橋下理津 役
- 大岡越前 第5話（2013年6月8日、NHK BSプレミアム） - 杉山浪江 役
- DOCTORS〜最強の名医〜 第2シリーズ 第1話（2013年7月11日、テレビ朝日） - 榊原美由紀 役
- さすらい署長 風間昭平10（2013年7月17日、テレビ東京、水曜ミステリー9） - 熊木ゆみ 役
- 雲霧仁左衛門（2013年10月 - 11月、NHK BSプレミアム） - お京 役
  - 雲霧仁左衛門2（2015年2月 - 3月）
- 私は代行屋!2（2013年11月2日、朝日放送、土曜ワイド劇場） - 瀧川千尋 役
- 嫌われ監察官 音無一六〜警察内部調査の鬼〜シリーズ（2013年 - 、テレビ東京、水曜ミステリー9） - 五月女ちとせ 役
  - 嫌われ監察官 音無一六〜警察内部調査の鬼〜1（2013年12月18日）
  - 嫌われ監察官 音無一六〜警察内部調査の鬼〜2（2014年11月5日）
- 恋するイヴ（2013年12月24日、日本テレビ） - 服部玲子 役
- なぞの転校生（2014年1月10日 - 3月29日、テレビ東京、ドラマ24） - 大谷先生 役
- 吉原裏同心（2014年6月26日 - 9月18日、NHK、木曜時代劇） - 玉藻 役
- 旅行作家・茶屋次郎12（2014年9月17日、テレビ東京、水曜ミステリー9） - 坂上彩花 役
- 福原警部5（2014年9月20日、テレビ朝日、土曜ワイド劇場） - 長瀬美貴 役
- つまらない住宅地のすべての家（2022年10月10日 - 、NHK総合） - 三橋博子 役

### 映画
- 七人のおたく（1992年12月19日公開、東映） - 京野ことみ（本人） 役
- 病は気から 病院へ行こう2（1992年12月19日公開、東映）
- 大失恋。（1995年1月21日公開、東映） - 絵里 役
- 時の輝き（1995年3月18日公開、松竹） - 神崎亜矢 役
- ユメノ銀河（1997年2月15日公開、ケイエスエス） - 山下智恵子 役
- バウンス ko GALS-女子高生（1997年10月18日公開、松竹）
- メッセンジャー（1999年8月21日公開、東宝） - 阿部由美子 役
- ナイン・ソウルズ（2003年7月19日公開、東北新社） - 佳子 役
- 鞄・KABAN（2005年2月26日公開） - 主演
- TAKESHIS'（2005年11月5日公開、松竹） - たけしの愛人 役
- Mayu -ココロの星-（2007年9月29日公開） - 尾崎たまみ 役
- 舞妓Haaaan!!!（2007年6月16日公開、東宝） - 小梅 役
- 櫻の園（2008年11月8日公開、松竹） - 結城杏 役
- カフェ・ソウル（2009年7月18日公開、アールグレイフィルム） - 森山聡子 役
- かぞくのくに（2012年8月4日公開）
- くろねこルーシー（2012年10月6日公開、AMGエンタテインメント） - 鴨志田美紀 役
- 愛のこむらがえり（2023年6月23日公開、プラントフィルムズエンタテインメント） - 映画会社の社長 役[4]

### 舞台
- 贋作・桜の森の満開の下（2001年6月1日 - 30日、新国立劇場） - 早寝姫 役 ほか
- MY ROCK'N ROLL STAR [マイ・ロックンロール・スター]（2002年11月9日 - 12月5日、PARCO劇場）DVD発売
- 桜の園（2003年1月8日 - 2月9日、Bunkamuraシアターコクーン）
- 若き日のゴッホ〜ヴィンセント・イン・ブリクストン（松竹、2003年10月1日 - 13日、日生劇場 / 18日 - 26日、大阪松竹座）
- 初蕾（東宝、2004年5月3日 - 6月30日、芸術座） - 主演・お民（梅） 役
- 劇団☆新感線「吉原御免状」（2005年9月8日 - 10月5日、青山劇場 / 13日 - 23日、梅田芸術劇場）DVD発売
- 開放弦（パルコ+リコモーション、2006年7月14日 - 8月15日、PARCO劇場）DVD発売
- みんな昔はリーだった 〜EXIT FROM THE DRAGON〜（2006年12月13日 - 2007年1月22日、PARCO劇場）※DVD発売
- おんな太閤記 -あさひの巻-（松竹、2007年6月4日 - 26日）
- ヴェニスの商人（2007年8月17日 - 9月30日、天王洲 銀河劇場）※DVD発売
- 昭和島ウォーカー（パルコ+東京グローブ座、2008年11月2日 - 23日、東京グローブ座 / 11月27日 - 30日、シアタードラマシティ）※DVD発売
- コースト・オブ・ユートピア（2009年9月12日 - 10月4日、Bunkamuraシアターコクーン）※NHK-BShiで放映
- 初蕾（2010年2月3日 - 12日、三越劇場 / 20日・21日、名鉄ホール / 23日、熊本県立劇場）[5]
- 明日の幸福（2012年8月8日 - 19日、三越劇場）
- 坂本冬美芸能生活35周年記念公演 泉ピン子友情出演（2021年2月26日 - 3月15日、明治座） - お袖 役[6]

### ゲーム
- 双界儀（プレイステーションソフト、1998年、スクウェア） - 御巫みづほ 役（声の出演）・エンディングテーマ曲歌唱
エンディングテーマはサウンドトラックにも収録されている。

### CM
- エースコック （1993年）
  - CUP・DO[7]
  - 大盛りいか焼きそば - 志茂田景樹と共演[8]
- 武田薬品工業 ベンザエース （1993年） - 鷲尾いさ子と共演
- 福武書店 進研ゼミ「中学講座」 （1994年） - 北澤豪と共演
- 森永乳業 クリープ （1994年 - 1997年） - 田村正和と共演
- 東京商科学院専門学校 （1995年） - 佐藤藍子と共演
- 信用保証協会 イメージキャラクター（1996 - 1997年）
- サークルK （1995年 - 1998年） - 陣内孝則と共演
- NTTDoCoMo北海道 ポケットベル （1996年 - 1997年）
- 広島銀行（1998年10月 - 2000年9月）
- 味の素 スリムアップシュガーきび砂糖 「甘党の女（きび砂糖）」篇 / 「眠らない女」篇 / 「地球にやさしい女」篇 / 「てんこもりの女」篇 / 「お菓子な女」篇（1999年、監督：神谷佳成）
- バドワイザー（1999年8月）※東京・大阪地区限定
- 明星食品 本場もんラーメン （1999年）
- グリコ キシリフレッシュガム （1999年）
- グリコ 毎日果実 （2000年）
- NTT西日本 おまかせくださいキャンペーン（2000年） - 西田敏行と共演
- 三菱自動車 NEWパジェロミニ （2000年）
- 大正製薬 アルフェ・ミニ（2000年 - 2004年）
- 花王 アタックシート （2001年）
- 兵庫県手延素麺協同組合 揖保乃糸（2011年6月 - 2019年3月）
- KIRIN のどごし生（2012年 - ） - 夫婦役で眞島秀和と共演

## 受賞歴
1995年
- 第5回ザテレビジョンドラマアカデミー賞 新人俳優賞（『僕らに愛を!』）[9]

## 作品

### シングル
- NOW! 映画『七人のおたく』挿入歌 (c/w) 私のEveryday（ポニーキャニオン、1992年11月20日）

### 写真集
- Candy Mountain（1997年、ワニブックス、撮影：萩庭桂太、ISBN 4847024532）
- 京野ことみの本 - 町の猫（1997年、集英社、ISBN 4087802566）